# Bahnhof Luisenthal (Saar)
Der Bahnhof Luisenthal (Saar) liegt in Luisenthal an der Saarstrecke zwischen Burbach und Völklingen und wurde 1858 eröffnet. Die zehn Jahre nach der ersten im Saarland errichteten Strecke gebaute Verbindung gehört zu den ältesten Strecken des Saarlandes. Das Bahnhofsgebäude wurde äußerlich nicht verändert und gehört damit zu den ältesten im Saarland.
Der überdimensional groß wirkende rote Backsteinbau sollte bei seiner Errichtung die Bergarbeiter zur nahe gelegene Grube Luisenthal vermitteln. Die wenigen hundert Einwohner, die Luisenthal damals hatte, hätten diese Bahnhofsgröße nicht gerechtfertigt. Die etwa in Ost-West-Richtung verlaufende Bahnstrecke gab ein so ausgerichtetes Bahngebäude vor, das zwischen Bahntrasse und Ort liegt. Westlich und südlich des Baukörpers befindet sich ein kleiner Vorplatz mit inzwischen altem Baumbestand. Die heute wieder deutlich kleineren Reisendenströme lassen das Gebäude wenig belebt erscheinen. Es wirkt insgesamt vernachlässigt. In den letzten Jahrzehnten sind nennenswerte Modernisierungen ausgeblieben.

## Architektur

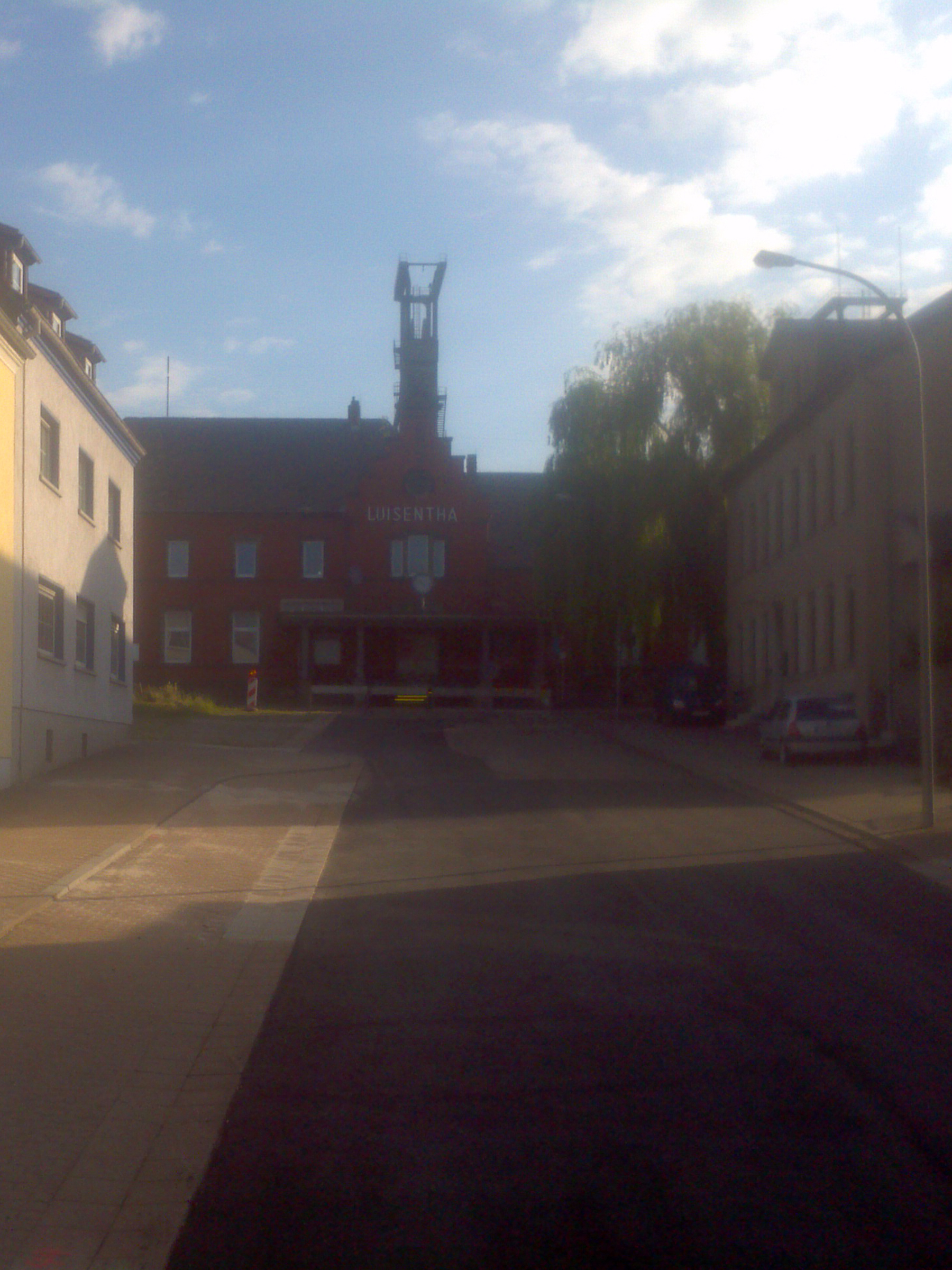
Frontseite des Bahnhofs, dahinter Förderschacht Richard II der Grube Luisenthal

Die Anlage des Bahnhofs war auf hohe Frequenz ausgelegt. Das rechteckige Gebäude mit Mittelrisalit und östlichem Eckrisalit hat westlich des zentral gelegenen Haupteingangs mit Schalterhalle zwei, südlich nur ein Stockwerk. Von der Halle führte ein Ausgang direkt auf den heute nicht mehr bedienten Hausbahnsteig, eine rechtehand liegende dreiläufige Treppe unter die Schalterhalle und von dort zu den beiden anderen Bahnsteigen, von denen heute nur noch der erste (überdachte) benutzt wird. Die untere Halle wird auch durch eine überdachte Außentreppe erreicht, die zwischen zwei Treppen liegt, die in die Schalterhalle führen. Östlich der Schalterhalle lagen die Warteräume, die später die Gaststätte aufnahmen, westlich die Schalter und Diensträume sowie die nicht öffentlich zugängliche Treppe ins Obergeschoss.
Das unverputzte Backsteingebäude mit steilem, schiefergedecktem Walmdach ist mit seinen in beiden Stockwerken vorhandenen Sohlbankgesimsen gegliedert. Die Fenster sind mit hellem Haustein eingefasst und im Erdgeschoss feiner ziseliert als im ersten Stockwerk. Die beiden Mittelrisalite auf der Straßen- und der Gleisseite besitzen je einen vierstufigen Treppengiebel mit Dreiecksabschluss.
Der Stil des Gebäudes erinnert durch das Fehlen von zu dieser Zeit typischen klassischen oder klassizistischen Formen sowie durch das verwendete Baumaterial und vor allem den stilprägenden Treppengiebel an Norddeutsche Backsteingotik. Diese Bauform ist bei Bahnhöfen eher selten, insbesondere außerhalb des norddeutschen Raumes. Dieser norddeutsche beziehungsweise niederrheinische Einfluss dürfte der Stilrichtung des Architekten und Schülers von Conrad Wilhelm Hase – Franz Ewerbeck – geschuldet sein, der den Backstein als Baumaterial bevorzugte. Am ehesten erinnert der Bahnhof an den Alten Bahnhof in Aachen, der ebenfalls verschiedene und unterschiedlich hohe Gebäudeteile sowie ein steiles Walmdach besitzt. Im Stil der Neugotik angelehnt mit nahezu gleichen Zwillingsfenstern ist hier die Handschrift des gleichen Architekten erkennbar.

## Betrieb
Der Bahnhof liegt im Gebiet des Saarländischen Verkehrsverbundes in der Großwabe 191, die das gesamte Stadtgebiet Völklingens abdeckt. Die nächsten wichtigeren Bahnhöfe sind in Saarbrücken und Völklingen. Der Bahnhof wurde 2012 nur im Taktverkehr von Regionalzügen angefahren:
| Linie | Linienbezeichnung | Linienverlauf | Takt             |
| ----- | ----------------- | --- | ---------------- |
| RB 71 | Saartal-Bahn      | Dillingen (Saar) – Saarlouis Hbf – Luisenthal (Saar) – Saarbrücken Hbf – St. Ingbert                                          | 30 min (altern.) |
| RB 71 | Saartal-Bahn      | Trier Hbf – Merzig (Saar) – Dillingen – Saarlouis Hbf – Völklingen – Luisenthal (Saar) – Saarbrücken Hbf – Homburg (Saar) Hbf | 30 min (altern.) |

Die Linie RB71 fuhr den Bahnhof im Halbstundentakt zwischen St. Ingbert und Dillingen an, auf dem restlichen Abschnitt verkehrten die Züge im Stundentakt.
Inzwischen sind die Linien neu geordnet.
| Linie                    | Linienbezeichnung | Linienverlauf | Takt   |
| ------------------------ | ----------------- | --- | ------ |
| RB 70                    |                   | Merzig – Dillingen – Saarlouis Hbf – Völklingen – Luisenthal (Saar) – Saarbrücken – Homburg – Kaiserslautern                  | 60 min |
| RB 71                    | Saartal-Bahn      | Trier Hbf – Merzig (Saar) – Dillingen – Saarlouis Hbf – Völklingen – Luisenthal (Saar) – Saarbrücken Hbf – Homburg (Saar) Hbf | 60 min |
| Stand: 15. Dezember 2024 |                   | |        |

Darüber hinaus verkehren auch einige Verstärkerzüge.

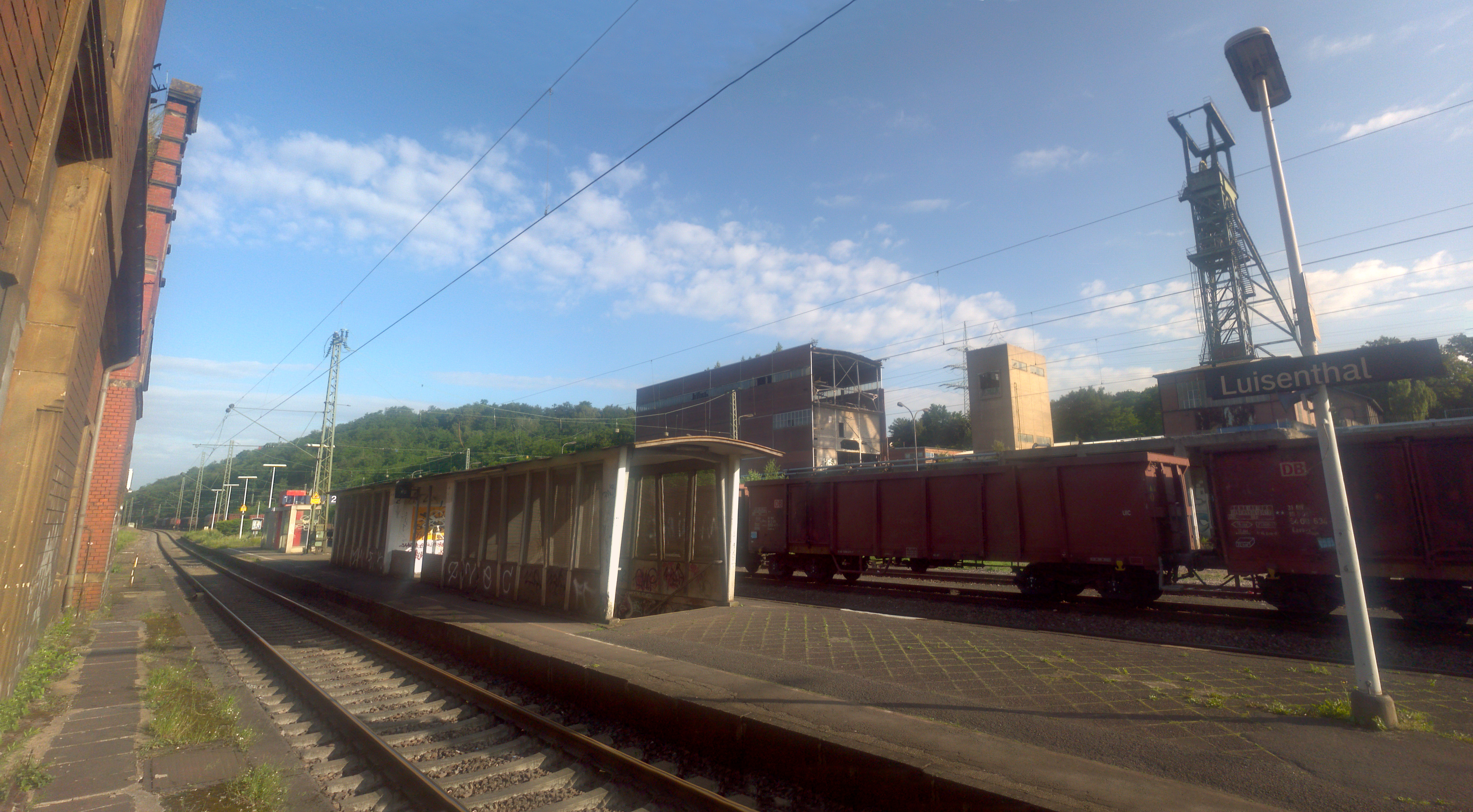
Baulicher Zustand Gleis 1

Die zum Bahnhof gehörenden umfangreichen Gleisfelder sind heute mit dem Erliegen der Grube weitgehend funktionslos oder bereits abgebaut. Westlich des Empfangsgebäudes befand sich die Güterabfertigung mit Güterschuppen und zwei Laderampen. Nördlich der Gleistrasse verliefen drei Ladegleise für die Kohleverladung des unmittelbar angrenzenden Grubengeländes. Dazwischen befanden sich mehrere Abstellgleise.

## Busbetrieb
| Linie | Linienverlauf | Takt          | Betreiber    |
| ----- | --- | ------------- | ------------ |
| 108   | Luisenthal Bf – Rockershausen – Burbach – Malstatt – Saarbrücken Hbf – Hansahaus/Ludwigskirche – Schloßplatz [sic!] – Winterberg Krankenhaus                                             | 30 min.       | Saarbahn&Bus |
| 151   | Rastpfuhl – Burbach – Saarbrücken Hbf – Burbach – Rockershausen – Altenkessel – Luisenthal Bf – Klarenthal Dellbrückschacht – Ottenhausen – Gersweiler – Messegelände – Betriebshof      | Sonntagmorgen | Saarbahn&Bus |
| 180   | Altenkessel – Luisenthal Bf – Völklingen – Heidstock – Altenkessel | 60 min.       | VVB          |
| 181   | Luisenthal Albertstraße – Luisenthal Bf – Völklingen – Heidstock – Luisenthal Albertstraße                                                                                               | 60 min.       | VVB          |
| 813   | Burbach – Altenkessel – Luisenthal Bf – Klarenthal Dellbrückschacht – Katharine-Weißgerber-Schule Fakultät Klarenthal – Am Sprinkshaus – Katharine-Weißgerber-Schule Fakultät Gersweiler | Schulbus      | Saarbahn&Bus |
| 882   | Luisenthal Aluminiumwerk – Luisenthal Bf – Luisenthal Albertstraße – Heidstock Neckarschule                                                                                              | Schulbus      | VVB          |
| 891   | Rockershausen Neudorflerweg – Altenkessel – Luisenthal Bf – Völklingen Hermann-Neuberger-Halle                                                                                           | Schulbus      | VVB          |